# 좋아하는 애가 안경을 깜빡했다
《좋아하는 애가 안경을 깜빡했다》(일본어: 好きな子がめがねを忘れた 스키나코가 메가네오 와스레타[*])는 후지치카 코우메에 의해 만들어진 일본의 만화 작품이다. 약칭은 '스키메가'(好きめが). 작가가 트위터에서 발표한 후, 《월간 간간 JOKER》(스퀘어 에닉스)에서, 2018년 12월호부터 2024년 5월호까지 연재되었다.
2019년 다음에 올 만화대상 코믹 부문 12위.

## 줄거리
주인공 코무라 군은 옆자리의 여자 미에 양을 신경쓰고 있었다. 어느 날 미에 양이 안경을 깜빡해, 코무라 군은 처음으로 그녀와 대화를 한다. 근시안인 탓에 무자각에 지근거리로 다가가는 미에에게 계속 두근두근하고 그녀도 점차 코무라 군이 자신에게 있어서 특별한 사람이라고 자각하기 시작한다.

## 등장인물

### 주인골들
- 코무라 카에데(小村 楓)

성우 - 이토 마사히로
본작의 주인공. 미에에게 호의를 품고 있지만, 입 밖에 내놓지 못하고 있다. 모자 가정. 원래 흑발이었지만, 중학교에 진학할 때 어머니로부터 "머리카락 물을 빼오세요"라고 해 밝은 갈색 머리가 되었다.
미에가 안경을 잊고 등교해 왔을 때에 도우거나 돌보고 있다. 그녀의 손을 잡은 뒤 "오늘의 손의 피지를 면봉 등으로 닦아 보존하고 싶다" 등 조금 기괴한 망상을 할 수 있다.
미에가 자신에게 다가가는 행동에 '생각나면 안된다'라고 기분을 자제하고 있었지만, 중3의 여름방학을 앞에 '미에에게 잊을 수 없도록, 계속 미에 옆에 있는 노력을 해야 한다'라고 생각하기 시작한다.
놀고 있을 때는 '무'가 될 수 있다는 이유로 게임 전반을 취미로 하고 있다.
덧붙여 미에와는 초등학생 때에 딱 한 번 과자점에서 만났다.
- 미에 아이(三重 あい)

성우 - 와카야마 시온
본작의 히로인. 근시안에도 불구하고, 자주 안경을 잊거나 부수거나 한다. 맨 눈이라면 주위가 거의 보이지 않고, 찡그린 듯한 눈빛이 된다. 코무라 왈 '눈이 예쁘다'.
주위에서는 '멍하니 있다'라고 듣는 경우가 많아, 가끔 무사나 전사와 같은 말투가 되는 등 특이한 언동을 하는 경우가 있다. 콘택트 렌즈를 시도하는 일이 있지만 '눈이 어지럽기' 때문에 좀처럼 붙이지 않는다.
돌봐주는 코무라에게는 "아빠 같아 안심한다"고 생각하고 있어 안경을 잊었을 때는 그의 얼굴을 바라보기로 했다.
좋아하는 것은 코코아, 수족관, 우무문어.

### 주변 아이들

#### 남학생
- 아즈마 렌(東 連)

성우 - 키무라 료헤이
클래스메이트 남학생. 잘생기고 상냥해 여자에게 인기있다. 미에를 도와줄때에 코무라에게 질투받는 일이 있다.
- 야사카 토모(八坂 智)

성우 코바야시 유스케
클래스메이트로 코무라의 친구.
- 토키타 군(時田くん)

성우 - 토네 켄타로
식탐이 많은 클래스메이트 남학생

#### 여학생
- 소메야 나루미(染谷 成海)

성우 - 시모지 시노
클래스메이트 여학생. 밝은 성격. 코무라에게 얼굴을 다가가는 미에를 '츄 하고 있다'라고 생각한다.
- 카와토 아스카(川戸 あすか)

성우 - 우치다 아야
클래스메이트로 미에의 친구. 야사카를 사랑한다.
- 토오야마 마호(遠山 まほ)

성우 - 스즈키 미노리
클래스 메이트로 미에의 친구.
- 히부치 유이카(火渕 結衣花)

성우 - 미야시타 사키
클래스메이트 여학생.

## 서지 정보
- 후지치카 코우메 《좋아하는 애가 안경을 깜빡했다》 스퀘어 에닉스 〈간간 코믹스 JOKER〉
  1. 2019년 2월 22일 발매[6][7], ISBN 978-4-7575-6026-0
  2. 2019년 6월 22일 발매[8][9], ISBN 978-4-7575-6169-4
  3. 2019년 11월 22일 발매[10][11], ISBN 978-4-7575-6395-7
  4. 2020년 2월 22일 발매[12], ISBN 978-4-7575-6531-9
  5. 2020년 5월 22일 발매[13], ISBN 978-4-7575-6668-2
  6. 2020년 10월 22일 발매[14], ISBN 978-4-7575-6911-9
  7. 2021년 4월 22일 발매[15], ISBN 978-4-7575-7208-9
  8. 2021년 10월 21일 발매[16][17], ISBN 978-4-7575-7502-8 / ISBN 978-4-7575-7503-5(소책자 첨부 특장판)
  9. 2022년 6월 22일 발매[18][19], ISBN 978-4-7575-7973-6 / ISBN 978-4-7575-7974-3(소책자 첨부 특장판)
  10. 2023년 1월 20일 발매[20], ISBN 978-4-7575-8351-1
  11. 2023년 7월 22일 발매[21][22], ISBN 978-4-7575-8677-2 / ISBN 978-4-7575-8678-9(앤솔로지 소책자 포함 특장판)
  12. 2024년 6월 20일 발매[23], ISBN 978-4-7575-9167-7 / ISBN 978-4-7575-9168-4(소책자 포함 특장판)

## TV 애니메이션
2023년 7월부터 9월까지 TOKYO MX 등에서 방송되었다.

### 스태프
- 원작 - 후지치카 코우메(藤近小梅)
- 총감독 - 쿠도 스스무(工藤進)
- 감독 - 요코미네 카츠마사(横峯克昌)
- 각본 - 야나기 타마조(八薙玉造)
- 컨셉 아트 - 스즈키 신고(鈴木信吾)
- 캐릭터 디자인 - 우치다 타카유키(内田孝行)
- 총작화 감독 - 타니 케이지(谷 圭司), 후루타 마코토(古田 誠), 우치다 타카유키(内田孝行)
- 메인 애니메이터 - 오오쿠보 히로시(大久保 宏)
- 편집 - 후지모토 리코(藤本理子)
- 음향 감독 - 무라마츠 히사시(村松久進)
- 음향 제작 - 글로비전
- 음향 효과 - 사이토 미치요(斎藤みち代)
- 음악 - 지미섬P
- 음악 제작 - 플라잉 독
- 음악 프로듀서 - 우치다 슌(内田峻)
- 치프 프로듀서 - 이이즈카 토시오(飯塚寿雄)
- 프로듀서 - 나카니시 히로후미(中西洋文)
- 애니메이션 프로듀서 - 키시모토 링고(岸本鈴吾)
- 애니메이션 제작 - GoHands
- 제작 - 제작위원회가 안경을 깜빡했다

### 주제가
NAME
츠츠리에 의한 오프닝 주제가. 작사는 DECO*27, 작곡·편곡은 호리에 쇼타.
Merry-glasses-round(メガネゴーラウンド)
오오이시 마사요시, 코무라 카에데(이토 마사히로), 미에 아이(와카야마 시온)의 스페셜 유닛 '마사요시가 안경을 깜빡했다'의 엔딩 테마. 작사·작곡·편곡은 오오이시 마사요시.

### 방영 목록
| 화수   | 제목                                                                   | 그림 콘티                         | 연출              | 작화 감독 | 방송일         |
| ------ | ---------------------------------------------------------------------- | --------------------------------- | ----------------- | --- | -------------- |
| 제1화  | 好きな子がめがねを忘れた 좋아하는 애가 안경을 깜박했다                 | 코데라 카츠유키 스즈키 신고       | 요코미네 카츠마사 | 우치다 타카유키 上條円巳 사카모토 아이리 스즈키 신고 타니 케이지 福永向日葵 무로이 다이치                                                               | 2023년 7월 4일 |
| 제2화  | 好きな子に呼び出された 좋아하는 애가 불러냈다                          | 코데라 카츠유키 스즈키 신고       | 아다치 쇼헤이     | 우치다 타카유키 사카모토 아이리 스즈키 신고 타니 케이지 福永向日葵 무로이 다이치 요시무라 마스즈                                                        | 7월 11일       |
| 제3화  | 好きな子がラブレターを拾った 좋아하는 애가 러브레터를 주웠다           | 코데라 카츠유키 스즈키 신고       | 아다치 쇼헤이     | 우치다 타카유키 上條円己 사카모토 아이리 스즈키 신고 타니 케이지 福永向日葵 무로이 다이치 요시무라 마스즈                                               | 7월 18일       |
| 제4화  | 好きな子のめがねを選んだ 좋아하는 애의 안경을 골라줬다                 | 코데라 카츠유키 스즈키 신고       | 야마기시 테츠이치 | 우치다 타카유키 스즈키 신고 타니 케이지 福永向日葵 후루타 마코토 야마모토 마사시                                                                        | 7월 25일       |
| 제5화  | 好きな子とバレンタインデーに会った 좋아하는 애랑 밸런타인데이에 만났다 | 코데라 카츠유키 요코미네 카츠마사 | 야마기시 테츠이치 | 우치다 타카유키 스즈키 신고 타니 케이지 福永向日葵 야마모토 마사시 요시무라 마스즈                                                                      | 8월 1일        |
| 제6화  | 好きな子と新学期を迎えた 좋아하는 애랑 새 학기를 맞이했다              | 코데라 카츠유키 요코미네 카츠마사 | 아다치 쇼헤이     | 우치다 타카유키 上條円己 사카모토 아이리 스즈키 신고 타니 케이지 나카노 나호 후루타 마코토 요시무라 마스즈                                              | 8월 8일        |
| 제7화  | 好きな子のめがねを持って帰った 좋아하는 애의 안경을 가지고 돌아왔다    | 코데라 카츠유키 요코미네 카츠마사 | 아다치 쇼헤이     | 우치다 타카유키 上條円己 사카모토 아이리 스즈키 신고 타니 케이지 나카노 나호 후루타 마코토 요시무라 마스즈                                              | 8월 15일       |
| 제8화  | 好きな子と告白を見てしまった 좋아하는 애랑 고백 장면을 목격했다        | 코데라 카츠유키 요코미네 카츠마사 | 요코미네 카츠마사 | 上條円己 타니 케이지 츠키야마 유나 나카바야시 미츠노리 후루타 마코토                                                                                    | 8월 22일       |
| 제9화  | 好きな子と校外学習に行った 좋아하는 애랑 현장 학습을 갔다              | 코데라 카츠유키 요코미네 카츠마사 | 요코미네 카츠마사 | 上條円己 타니 케이지 츠키야마 유나 나카바야시 미츠노리 후루타 마코토                                                                                    | 8월 29일       |
| 제10화 | 好きな子にお願いされた 좋아하는 애한테 부탁을 받았다                   | 코데라 카츠유키 요코미네 카츠마사 | 야마기시 테츠이치 | 우치다 타카유키 上條円己 사카모토 아이리 신죠 하루나 타니 케이지 츠쿠타니 요시노 나카노 나호 나카바야시 미츠노리 福永向日葵 후루타 마코토 무로타 다이치 | 9월 5일        |
| 제11화 | 好きな子と文化祭の日に 좋아하는 애랑 학교 축제 날에                    | 코데라 카츠유키 요코미네 카츠마사 | 야마기시 테츠이치 | 우치다 타카유키 上條円己 사카모토 아이리 신죠 하루나 타니 케이지 츠쿠타니 요시노 나카노 나호 福永向日葵 후루타 마코토                                   | 9월 12일       |
| 제12화 | 好きな子と調理実習したかった 좋아하는 애랑 조리 실습을 하고 싶었다     | 코데라 카츠유키 요코미네 카츠마사 | 아다치 쇼헤이     | 우치다 타카유키 上條円己 타니 케이지 츠쿠타니 요시노 中井郁璃 나카노 나호                                                                               | 9월 19일       |
| 제13화 | 好きな子と約束をした 좋아하는 애랑 약속을 했다                         | 코데라 카츠유키 요코미네 카츠마사 | 아다치 쇼헤이     | 우치다 타카유키 上條円己 타니 케이지 츠쿠타니 요시노 中井郁璃 나카노 나호 무로이 다이치                                                                 | 9월 26일       |